# 艾奴爾米諾
66°57′N 171°49′W / 66.950°N 171.817°W
艾奴爾米諾（俄语：Энурмино），是俄羅斯楚科奇自治區楚科奇區下的一座定居點，位於楚科奇海的心石角。艾奴爾米諾成立於1950年，村落由兩條街道所組成。該處的人口在2003年為297人，其中296人為原住民楚科奇族，居民的主要工作為狩獵海象及捕魚。2008年，一部名為「歡迎造訪艾奴爾米諾」的紀錄片，對外介紹了艾奴爾米諾的居民生活。